# Shot Marilyns
Shot Marilyns is een serie van vijf zeefdrukken van Andy Warhol, geproduceerd in verschillende kleuren met het gezicht van Marilyn Monroe. 
De serie werd in 1964 (twee jaar na haar overlijden) gemaakt en zijn gebaseerd op een scène uit de film Niagara uit 1953. Elk doek meet 1 bij 1 meter (40 bij 40 inch). De zeefdrukken zijn gemaakt in de kleuren rood, oranje, licht blauw, salieblauw, en tuquoise.
De term Shot slaat niet op de gebruikte foto's maar ook op een incident vlak na de creatie van de zeefdrukken. Een performancekunstenares, Dorothy Podber, vroeg aan Warhol of ze de zeefdrukken mocht schieten (Shoot them). Warhol dacht dat ze een foto wilde maken maar in plaats daarvan pakte ze een kleine revolver en schoot dwars door vier van de vijf zeefdrukken die achter elkaar stonden opgesteld. Alleen de turquoise versie stond niet in de rij en werd niet beschadigd.